# C/o

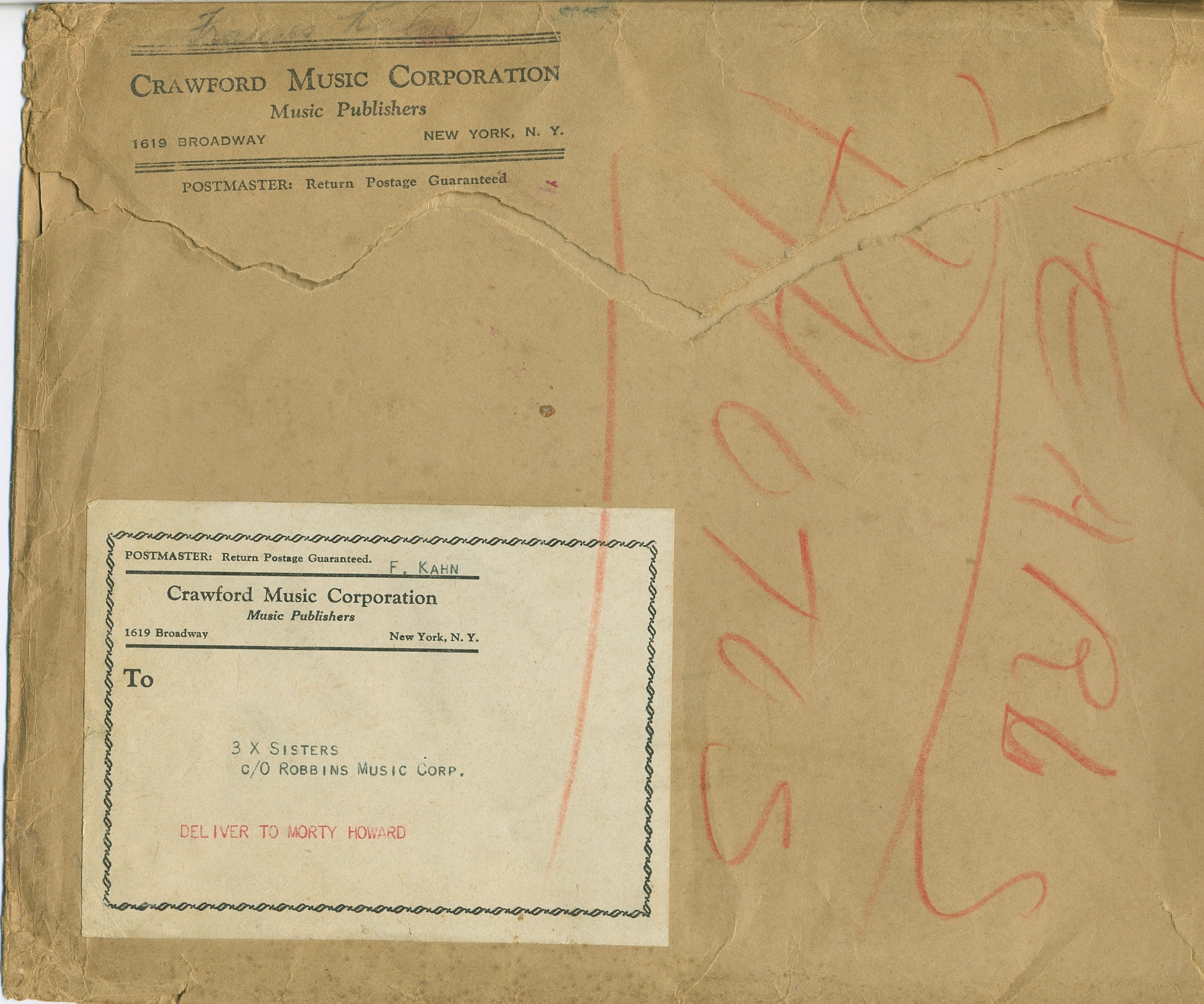
Brev adresserat till bandet 3 X Sisters, c/o Robbins Music Corp.

c/o eller ℅ (från engelska ”care of”), är ett tillägg till adressen på ett brev, eller en annan postförsändelse, som anger att brevet för adressatens räkning skall tas om hand om av en annan än denne. Till skillnad från vid attentionsadressering, har care of-mottagaren ingen generell rätt att öppna adressatens post, utan för det krävs fullmakt.
Typiska användningsfall är till exempel när post skall gå till en god man i stället för till dennes huvudman. En missuppfattning är att c/o kan användas av till exempel inneboende eller personer som hyr en lägenhet i andra hand istället för att lägga till sitt namn på till exempel postlådan eller lägenhetsdörren, men att den här användningen är felaktig har påpekats av bland annat Riksbyggen och Post- och telestyrelsen. Man ska alltså sätta upp sitt namn på lägenhetsdörren istället för att ange sig som c/o om man exempelvis bor inneboende.
I Unicodestandarden finns ett särskilt tecken, ℅ (U+2105), som kan användas för c/o i datasammanhang.
Exempel:
Jan Banan

c/o Frasse Swahn

Kalasgatan 11

512 34 Ankeborg